# Bathylaimus longicaudatus
Bathylaimus longicaudatus is een rondwormensoort uit de familie van de Tripyloididae.